# Marcelo Carballo
Marcelo Carballo (Cochabamba, 4 de dezembro de 1974) é um ex-futebolista boliviano que atuava como defensor.

## Carreira
Marcelo Carballo integrou a Seleção Boliviana de Futebol na Copa América de 2001.